# Edmund Husserl
Edmund Gustav Albrecht Husserl (in tedesco [ˈhʊsɐl]), (Proßnitz, 8 aprile 1859 – Friburgo in Brisgovia, 27 aprile 1938) è stato un filosofo e matematico austriaco naturalizzato tedesco, fondatore della fenomenologia e membro della Scuola di Brentano.

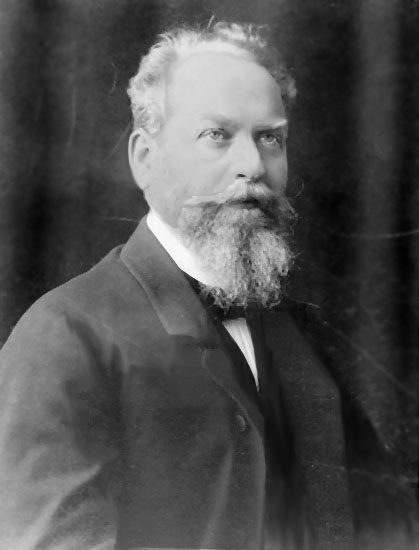
Edmund Husserl (~ 1900)

La corrente filosofica della fenomenologia ha influenzato gran parte della cultura del Novecento europeo e non solo. Oltre a Max Scheler, ebbe un profondo influsso sull'esistenzialismo di Martin Heidegger, ma indirettamente il suo pensiero ha influito anche sulle scienze cognitive e sulla filosofia della mente odierne (secondo Hubert Dreyfus, Husserl è da considerarsi il "padre delle ricerche contemporanee nella psicologia cognitiva e intelligenza artificiale").

## Vita e opere

### Gli studi (1876-1887)
Husserl nacque a Proßnitz (allora nell'Impero austriaco, oggi Prostějov nella Repubblica Ceca) come secondogenito di una famiglia ebrea "liberale e indifferente alla religione" di mercanti tessili. Nel 1876 conseguì la maturità a Olmütz (Olomouc) e nello stesso anno iniziò gli studi di matematica, fisica, astronomia e filosofia (con Wilhelm Wundt) all'Università di Lipsia. Nel 1878 continuò gli studi matematici addottorandosi a Berlino con matematici del calibro di Karl Weierstrass e Leopold Kronecker.
Nel 1881 si recò a Vienna per studiare con Leo Königsberger (un allievo di Weierstrass) e nel 1883 ottenne il dottorato di ricerca con il lavoro Beiträge zur Variationsrechnung ("Contributi al calcolo delle variazioni").
Solo nel 1884 a Vienna iniziò a seguire le lezioni di Franz Brentano, in psicologia e in filosofia. Brentano fece una tale impressione sul giovane Husserl che da allora in poi decise di dedicare la sua vita alla filosofia. Husserl studiò brevemente con lui e poi nel 1886 andò all'Università "Martin Lutero" di Halle-Wittenberg per ottenere la sua "Habilitation" (abilitazione all'insegnamento universitario) nel 1887 con Carl Stumpf, un ex-studente di Brentano. Nello stesso anno Husserl e Malvine Steinschneider si fecero battezzare e si sposarono nella chiesa evangelica luterana protestante.

### Halle (1887-1901)
Sotto la supervisione di Stumpf, a Halle scrisse Über den Begriff der Zahl (Sul concetto di numero; 1887) che in seguito servì come base per la sua prima opera maggiore, la Philosophie der Arithmetik (Filosofia dell'aritmetica; 1891).
In queste primissime opere, Husserl tentò di combinare matematica, psicologia e filosofia con l'intenzione di fornire alla matematica un fondamento solido. Husserl analizzò il procedimento psicologico necessario per ottenere il concetto di numero e poi costruire una teoria sistematica su di esso. Per riuscire in questo proposito utilizzò alcuni metodi e concetti presi dai suoi maestri. Da Weierstrass derivò l'idea che il concetto di numero sia generato attraverso il procedimento di contare una certa collezione di oggetti.
Almeno fino al 1894 Husserl fu intenzionato a scrivere il secondo volume della Filosofia dell'aritmetica, che avrebbe dovuto trattare l'aritmetica generale dei numeri cardinali e l'uso degli algoritmi aritmetici in altri campi, quindi temi più generali e astratti del primo volume. Oltre a questo, era prevista un'appendice sulla semiotica. Nel periodo 1891-1894 Husserl produsse vari manoscritti legati a questi temi, seguendo anche spunti ripresi dalla teoria degli insiemi sviluppata da Georg Cantor, suo collega a Halle e, come Husserl, allievo di Weierstrass.
In occasione del giubileo dell'Università di Halle-Wittenberg, il 1º agosto 1894 Husserl ottenne il titolo (ma non una cattedra o stipendio) di "professore".
Avendo abbandonato il piano di completare il secondo volume della Filosofia dell'aritmetica, Husserl si concentrò sempre più sulla logica intesa come "teoria delle teorie" ed epistemologia generale. Importante in questo senso fu la sua lettura e reazione allo scritto Über Inhalt und Gegenstand der Vorstellungen (Sul contenuto e l'oggetto delle rappresentazioni) di Kazimierz Twardowski. Grazie allo stimolo dato da Twardowski, Husserl già nel 1894 elaborò una teoria della conoscenza e dell'intenzionalità più complessa e ricca di quella brentaniana. Infatti, dove Brentano e i suoi seguaci più ortodossi prevedevano solo la presenza di un atto mentale e del suo oggetto, Twardowski e Husserl distinsero tra atto, contenuto e oggetto. Questa evoluzione era necessaria per poter far fronte al paradosso posto dal fatto che (per Brentano) ogni atto mentale fosse una presentazione di un oggetto o ne contenesse una, mentre ci sono innumerevoli esempi (centauri, cerchi quadrati, ecc.) di "oggetti inesistenti". Grazie alla lettura di Twardowski, Husserl si avvicinò di più alle teorie di Bernard Bolzano, che appunto contemplava anche cosiddette "Gegenstandslose Vorstellungen", cioè "rappresentazioni prive di oggetto". Così si può risolvere il paradosso, perché, come vuole Brentano, tutte le rappresentazioni hanno un oggetto (interno, ovvero un contenuto, un senso), mentre non a tutte le rappresentazioni corrisponde un oggetto (esterno, ovvero indipendentemente esistente).
Continuando i suoi studi logici negli anni 1890, nel 1896 Husserl tenne un importante ciclo di lezioni sulla logica che effettivamente furono una prima stesura dei Prolegomeni per una Logica Pura, il primo volume delle Ricerche logiche.
Il 31 dicembre 1896 Husserl prese la nazionalità prussiana.

### Gottinga (1901-1916)
Dal 1901 al 1916 Husserl fu professore all'Università di Gottinga, dove tenne un'orazione inaugurale riguardo all'uso di concetti "impossibili" o "immaginari" in matematica (nota anche come "Doppelvortrag").
Inizialmente fu solo professore straordinario, dal 1906 ordinario.
Negli anni successivi alla pubblicazione della sua opera principale, le Logische Untersuchungen Ricerche logiche (prima edizione 1900-1901), Husserl fece alcune scoperte essenziali per la fenomenologia, che lo portarono alla distinzione tra l'"atto mentale" (noesis) e il "fenomeno" a cui tale atto è diretto (noema), e al nuovo metodo della riduzione trascendentale. Questa procedura è anche chiamata epoché (può essere anche indicata come solipsismo metodologico), e somiglia a certi esperimenti mentali di Hobbes e Cartesio. La conoscenza di essenze, o idee pure, sarebbe possibile solo eliminando tutte le assunzioni riguardo all'esistenza del mondo come esterno e indipendente. L'egologia è il punto finale dell'epoché, l'ego assoluto, al quale si approda quando viene eliminato ogni rinvio ad altre soggettività o oggettività trascendenti.
Queste nuove scoperte furono preannunciate in un articolo programmatico, La filosofia come scienza rigorosa del 1911, e formarono la base delle Idee del 1913. Questo motivò Husserl a intraprendere una seconda edizione delle Ricerche logiche.
Dalle Idee in poi Husserl si concentrò sempre più sulle strutture ideali ed essenziali della coscienza. Volendo escludere ipotesi sull'esistenza di oggetti esterni, utilizzò il metodo di riduzione fenomenologica per eliminarli. Ciò che rimane è l'ego trascendentale, opposto all'ego empirico, concreto nel qui e ora. Ora la fenomenologia trascendentale è lo studio delle strutture essenziali che rimangono rivelate nella coscienza pura: in pratica questo è lo studio dei noemata.

### Friburgo (1916-1928)
Nel 1916 Husserl fu chiamato a Friburgo come successore del neokantiano Heinrich Rickert. La sua orazione riguardò "La fenomenologia pura, il suo campo di ricerca e il suo metodo" ("Die reine Phänomenologie, ihr Forschungsgebiet und ihre Methode").
Negli anni 1924-1925 anche Rudolf Carnap frequentò alcune lezioni di Husserl, e successivamente dichiarò che il metodo della riduzione transcendentale di Husserl fosse molto simile alla propria "autopsicologia" e "solipsismo metodologico".
Nel marzo del 1928 Husserl divenne "professore emerito", anche se continuò a mantenere la cattedra di filosofia a Friburgo ad interim durante il semestre estivo, fino all'ottobre dello stesso anno, quando gli successe il suo allievo Martin Heidegger.

### Professore emerito (1928-1938)
Dopo il suo ritiro volontario dalla cattedra, Husserl continuò comunque a tenere lezioni. A causa delle leggi razziali promulgate dal governo nazista, gli fu tolto il diritto d'insegnare e fu mandato in "vacanza" permanentemente il 6 aprile 1933. Husserl però il 20 luglio dello stesso anno venne esonerato e poté tornare al lavoro. La diceria che Husserl fu mandato in pensione forzatamente dal suo allievo Heidegger non troverebbe quindi riscontro.
Negli ultimi anni Husserl si avvicinò ancor di più a una posizione espressamente idealista, come è formulata nelle sue Meditazioni cartesiane (1931).
(Edmund Husserl, Cartesianische Meditationen und Pariser Vorträge, ed. Stephan Strasser, Husserliana I, 2nd ed. (Den Haag: Nijhoﬀ, 1963), p. 61.)
L'accentuazione del tema dell'ego puro conduce a una riformulazione della fenomenologia come egologia e conseguentemente al problema del solipsismo:
L'esistenza di un altro ego non solo come trascendente ma come trascendentale apparentemente sarebbe fuori dalla portata del metodo fenomenologico e quindi renderebbe impossibile una trattazione dell'intersoggettività. Un alter ego non potrebbe mai essere percepito come una oggettività naturale. Di fatto, come risoluzione del problema, Husserl indica che un alter ego, mentre non può mai essere percepito, viene appercepito. Mentre percepisco il corpo (Körper) dell'altro come un oggetto naturale, lo concepisco come corpo animato (Leib) e per accoppiamento (Paarung) analogico con la mia costituzione come organismo animato psicofisico, appercepisco il suo ego come alter ego. Questa appercezione è una appercezione rappresentativa e non presentativa, perché non può mai essere soddisfatta da una presentazione di un altro ego come oggetto. L'altro viene costituito in me e da me come altro ego trascendentale, il che porta alla concezione di una intersoggettività trascendentale.
Il lascito di Husserl fu portato a Lovanio da Herman Van Breda e qui organizzato, dopo il 1938, da Eugen Fink e Ludwig Landgrebe.

## La fenomenologia

### "Noesi" e "noema"
Da Brentano e Stumpf Husserl riprende la distinzione tra il modo proprio e improprio di presentare (Vorstellen). Husserl spiega questa distinzione con un esempio: se uno si trova di fronte a una casa, egli ha una presentazione propria e diretta di questa casa nell'intuizione (Anschauung), ma se uno la stesse cercando e avesse solo una descrizione (la casa all'angolo tra le strade tale e tale), allora questa descrizione sarebbe una presentazione indiretta e impropria della casa.
In altre parole, una presentazione propria è possibile solo quando si ha accesso all'oggetto presentato in maniera diretta, quando esso è attualmente presente. Una presentazione impropria si ha quando questo non è possibile, e bisogna ricorrere a maniere indirette, come segni, simboli, descrizioni, ecc., i quali costituiscono una presentazione indiretta e impropria.
Un altro concetto importante che Husserl riprese da Brentano è quello dell'intenzionalità: l'idea che la coscienza sia sempre intenzionale, cioè diretta a un oggetto, che abbia un contenuto. Brentano definì l'intenzionalità come la caratteristica principale dei fenomeni psichici (o mentali), tramite cui essi possono essere distinti dai fenomeni fisici.
Ogni fenomeno mentale, ogni atto psicologico ha un contenuto, è diretto a qualche cosa (l'oggetto intenzionale). Ogni credere, desiderare, ecc. ha un oggetto: il creduto, il desiderato.
Rifacendosi a una concezione della filosofia scolastica, ripresa nella psicologia del suo maestro Brentano, Husserl parla quindi d'intenzionalità della coscienza. Non troveremo mai una coscienza isolata, allo stato puro, indipendente da ogni movimento intenzionale: essa è invece sempre diretta, secondo modalità diverse, verso qualche oggetto. 
Husserl quindi distingue la “noèsi” dal “noèma”: la noesi è la coscienza che, come atto, è sempre rivolta a qualche cosa di altro da sé: il noema. Il noema non è l’oggetto, ma l’insieme dei correlati oggettivi (Erlebnisse), colti dalla coscienza.
L’oggetto è trascendente, ma la sua trascendenza è una trascendenza “orizzontale”, non "verticale" (come quella dell’anima, degli angeli e di Dio), cioè quella degli oggetti della metafisica classica e razionalistica. L’oggetto infatti per Husserl non può essere colto interamente, perché esso non si dà interamente alla coscienza, ma gradualmente e progressivamente come un insieme di correlati oggettivi (Erlebnisse): questi come essenze sono colte nell'intuizione eidetica. 
Husserl, prendendo in considerazione le essenze, distingue le essenze materiali (albero, casa, cane...) e le essenze formali o categoriali (numero, qualità, ordine, connessione...).
Sulle essenze formali si fondano i giudizi analitici a priori, sulle essenze materiali i giudizi sintetici a priori. Husserl infatti distingue kantianamente i giudizi analitici a priori (per esempio, "Il tutto è la somma delle sue parti") dai giudizi sintetici a priori (per esempio, "Ogni colorato è esteso"): di kantiano però c’è solo il nome, perché questi giudizi in realtà, pur essendo tutti a priori, sono oggettivi, non per azione del soggetto secondo universalità e necessità, ma perché si danno, si offrono nella loro oggettività alla coscienza (noesi). Questa è pura spettatrice: il soggetto per Husserl ha solo la funzione di constatare il nesso fra le essenze. È un puro spettatore, 
appunto, un io che attesta il nesso fra le essenze che si danno a lui. 
Pertanto i giudizi analitici a priori e sintetici a priori per Husserl sono oggettivi e quindi sono universali e necessari; in Kant invece l'oggettività è data dal fatto che i giudizi sono universali e necessari (in quanto intersoggettivi): in ultima istanza trovano in Kant la loro ragion d'essere nell'attività unificatrice formale (non materiale) dell'“io penso” (unità sintetica dell'appercezione). 
I giudizi analitici a priori, come si è detto, sono proposizioni che uniscono essenze formali; i giudizi sintetici a priori invece uniscono essenze materiali. Sui giudizi analitici a priori si fondano le ontologie formali, sui giudizi sintetici a priori le ontologie regionali.
Infine sulle ontologie formali si fondano la logica e la matematica, sulle ontologie regionali invece la fisica e le altre scienze empiriche, fra le quali la psicologia. 
Tutta questa concezione di Husserl, oltre a fondare filosoficamente la logica, la matematica e la fisica, vorrebbe sottrarre anche le scienze empiriche (come la psicologia per esempio) all'empirismo. La fenomenologia di Husserl infatti reagì con forza contro il positivismo empiristico, caratterizzato dallo psicologismo (si pensi allo Stuart Mill), che confondeva il valore delle nostre conoscenze (anche quelle della logica e della matematica) con la genesi delle conoscenze stesse. 
In ciò la reazione di Husserl è paragonabile a quella di Kant nei confronti dell'empirismo britannico di Hume alla fine del Settecento. 
Rispetto a Kant, Husserl vuole sfuggire al soggettivismo, che secondo lui caratterizzava il trascendentalismo kantiano. Questo trascendentalismo era stato infatti trasformato in una metafisica dall'idealismo dell'Ottocento (Fichte, Schelling e Hegel), che aveva come ipostatizzato (trasformato in una sostanza) l'io penso di Kant, considerato un'entità quasi divina (Io puro di Fichte, Assoluto di Schelling e Spirito Assoluto di Hegel). 
Facendo dell'io, cioè della coscienza intenzionalmente intesa (noesi), un mero 'notabile', Husserl pensava di evitare la ricaduta in questo tipo di metafisica che il neoidealismo rappresentava.

### La riduzione fenomenologica
Husserl introduce il concetto di riduzione nelle sue lezioni del 1906-1907 (Introduzione alla logica ed epistemologia), e nel 1907 nelle sue cinque lezioni introduttive sull'idea della fenomenologia. In questi due cicli di lezioni Husserl pone la domanda di come sia possibile una conoscenza vera e distingue tra conoscenza scientifica e conoscenza filosofica; la prima è ingenua e acritica perché assume come vera ed esistente a priori la realtà esterna, non ponendosi il problema della "possibilità della conoscenza in assoluto", ovvero del fondamento della conoscenza stessa. A quest'obiettivo fondamentale e fondante si dedica interamente la conoscenza filosofica, che è in ultima analisi la fenomenologia stessa, e per far ciò la fenomenologia dev'esser "purificata" da presupposti e pregiudizi superflui e fuorvianti.
In proposito Husserl introduce il concetto di epochè, che risale allo scetticismo greco e significa "sospensione del giudizio". In realtà, più che allo scetticismo, Husserl pensa a Cartesio. Riprendendo infatti Cartesio, Husserl propone di "metter tra parentesi" (ovvero sospendere il giudizio, atto definito appunto, in greco, epochè) tutto ciò che si conosce, arrivando a non poter mettere tra parentesi sé stessi come coscienza. La coscienza husserliana non è fine a sé stessa, ma è sempre diretta, tramite un atto di "puro guardare", a pensieri o percezioni definiti "cogitationes". Le cogitationes sono puri fenomeni di conoscenza, assolutamente slegati dall'esistenza. Husserl insiste sulla distinzione tra esistenza ed essenza: la prima consiste nel fatto che l'oggetto di una cogitatio esista realmente al di fuori della coscienza del soggetto pensante, mentre la seconda è il senso oggettivo e immanente nella coscienza che viene intenzionalmente attribuito alla cogitatio (per esempio l'idea di rosso).
La fenomenologia si configura quindi come uno studio degli eventi intrapsichici, non psicologicamente parlando: lo psicologismo è stato infatti messo tra parentesi come conoscenza pregressa e pregiudicante. Questi eventi intrapsichici sono considerati come assoluti, in quanto trascendenti la realtà esterna: ciò ha fatto parlare i critici di un "platonismo husserliano". Ripulita dalla presunzione dell'esistenza di una realtà esterna, la coscienza può quindi accostarsi alla pura contemplazione dei suoi fenomeni interni, e in questo consiste in ultima analisi la fenomenologia. La riduzione fenomenologica (o riduzione eidetica, dal greco èidos, cioè "forma") serve proprio a questo, e la sua funzione epistemologica è dimostrata chiaramente anche dal fatto che all'inizio Husserl parlasse proprio di una "riduzione epistemologica" (Erkenntnistheoretische Reduktion).
Molto importante è quindi il concetto di epochè: nell'applicare l'epochè all'esperienza immediata, infatti, noi neutralizziamo anche i giudizi fondati su di essa.
In questo modo sono messe tra parentesi tutte le scienze naturali, in quanto esse si fondano proprio su quella stessa visione diretta o ingenua della realtà: così facendo, noi non neghiamo le proposizioni di queste scienze, ma non le utilizziamo finché non abbiamo scoperto ciò che può costituire un fondamento più solido e radicale.
Da un lato questo fondamento Husserl lo fornisce quando, mettendo tra parentesi il piano dell'esistenza, si rivolge all'essenza e riflette sull'intuizione delle essenze (intuizione eidetica), fornendo il fondamento fenomenologico a tutte le scienze (si veda quel che s'è detto sulle ontologie formali e regionali), dall'altro andando oltre e cercando attraverso la riduzione fenomenologica il residuo fenomenologico dell'epochè stessa.
L'esperienza psicologica comune, e così le scienze della natura che si fondano su di essa, "può trasformarsi in un'esperienza totalmente nuova e diversa". L'atteggiamento fenomenologico consiste, come si è visto, nel prender le distanze dal mondo; e poiché ogni realtà è relativa alla coscienza, ne è un atto intenzionale, si "metterà tra parentesi" il flusso stesso dell'interiorità umana: questo procedimento è definito da Husserl riduzione fenomenologica. 
Punto d'arrivo di questa operazione non sarà il nulla, bensì la coscienza pura, che rappresenta il residuo fenomenologico. 
Con la riduzione infatti non si cancella e non si nega nulla, ma si giunge alla sfera assoluta dell'essere, alla soggettività assoluta, su cui si potrà fondare infine la vera scienza; si deve prima perdere il mondo mediante l'epochè, per riottenerlo poi con l'autoriflessione.

### La crisi delle scienze europee (1936)
La crisi della filosofia , che si manifesta in un moltiplicarsi di correnti che non comunicano tra loro e in un conseguente scetticismo, equivale a una crisi di tutte le scienze, poiché esse tutte derivano dallo spirito originario della filosofia. E ciò implica anche una crisi esistenziale, perché col venir meno della "fede in una ragione assoluta che dia senso al mondo" cadono anche le possibilità di dare un senso alla storia e all'esistenza umana. Questa è la tematica principale dell'ultima opera di Husserl: La crisi delle scienze europee e la fenomenologia trascendentale (1936).
Le scienze si sono effettivamente allontanate dal progetto originario, che consisteva nella comprensione razionale della realtà, e sono divenute sempre più uno strumento volto a un'utilizzazione pratica. Nel far questo, hanno concepito il mondo esterno come reale e oggettivo, trascurando il riferimento all'interiorità e al mondo della vita (Lebenswelt), cioè a ciò che l'uomo intuisce, percepisce e di cui si occupa quotidianamente. 
La fenomenologia, che indaga le strutture essenziali di quel mondo e le svela come strutture intenzionali della coscienza, comprende che anche le scienze ne fanno parte, e non sono che uno dei tanti prodotti storici e culturali dell'uomo. 
La crisi delle scienze non è dovuta quindi al loro progetto di comprensione razionale universale, ma a un uso erroneo della razionalità. La razionalità deve tendere al mondo della vita.
Una volta compreso questo, e ricondotta la scienza alla sua razionalità più autentica - cioè alla fenomenologia -, occorrerà insistere nello sviluppo della ragione e della filosofia, che è il momento più alto dell'uomo e il grande compito storico dell'Europa.

## Husserl e Frege
Il rapporto tra Husserl e Frege è stato oggetto di lunghi e accesi dibattiti nella letteratura secondaria sui due autori. Questo non è affatto una sorpresa, visto che sono stati considerati tra i padri fondatori delle due correnti filosofiche principali del XX secolo: la filosofia continentale e la filosofia analitica. Husserl e Frege hanno tenuto una corrispondenza breve, ma molto franca e amichevole, e la Grundlagen der Arithmetik di Frege è l'opera più citata nella Filosofia dell'aritmetica di Husserl. Questo rende particolarmente interessante il rapporto tra i due negli anni novanta del XIX secolo.
Nel 1894 Frege pubblicò una recensione molto critica della Filosofia dell'aritmetica di Husserl, in cui lo accusava di far diventare tutto mera Vorstellung, rappresentazione mentale, e quindi di far cadere la logica e la matematica vittime dello psicologismo. Una nota linea interpretativa poi insiste su questa recensione come l'origine dell'antipsicologismo di Husserl, espresso chiaro e forte nei Prolegomeni, prima parte delle Ricerche logiche (1900). Frege effettivamente avrebbe "curato" il giovane Husserl dal suo psicologismo. Questa linea interpretativa è stata però ripetutamente rifiutata.
(Grattann-Guinness, "The Search for Mathematical Roots 1870-1948", p. 204)
Husserl, già anni prima della pubblicazione della Filosofia dell'aritmetica, formula chiaramente la sua posizione sulla distinzione dei numeri come entità ideali e oggettive dalla rappresentazione mentale che noi ne possiamo avere tramite i simboli delle scienze formali. Husserl, già fin dalla sua Habilitationsschrift (1887), inizia a muoversi oltre la posizione di Brentano e Stumpf, separando nettamente il contenuto logico e psicologico delle rappresentazioni. La critica di Frege manca per molti versi il segno, e dal 1894 Husserl verrà influenzato molto più fortemente dalla lettura delle opere di Bolzano e Twardowski che non da Frege. Infatti Husserl dichiarò di essere debitore soprattutto a Leibniz, Bolzano, Hume e Lotze per lo sviluppo della sua posizione sulle scienze formali e sull'idealismo.
Inoltre, per molti versi la critica di Frege si dirige alla posizione nella filosofia della matematica della scuola di Berlino di Karl Weierstrass e non propriamente a Husserl stesso. Negli stessi anni Frege polemizzò abbastanza duramente anche con un altro prominente studente di Weierstrass, e amico e collega di Husserl a Halle: Georg Cantor. Anche se Cantor e Husserl non erano proprio tra i rappresentanti ortodossi della corrente di Weierstrass, gli attacchi di Frege sembrano trattarli come tali. Frege fu piuttosto influenzato dalla scuola di Bernhard Riemann, e le sue critiche a Husserl e Cantor sono da vedersi forse piuttosto come dirette genericamente al campo di Weierstrass.

## Influenza e rilevanza odierna

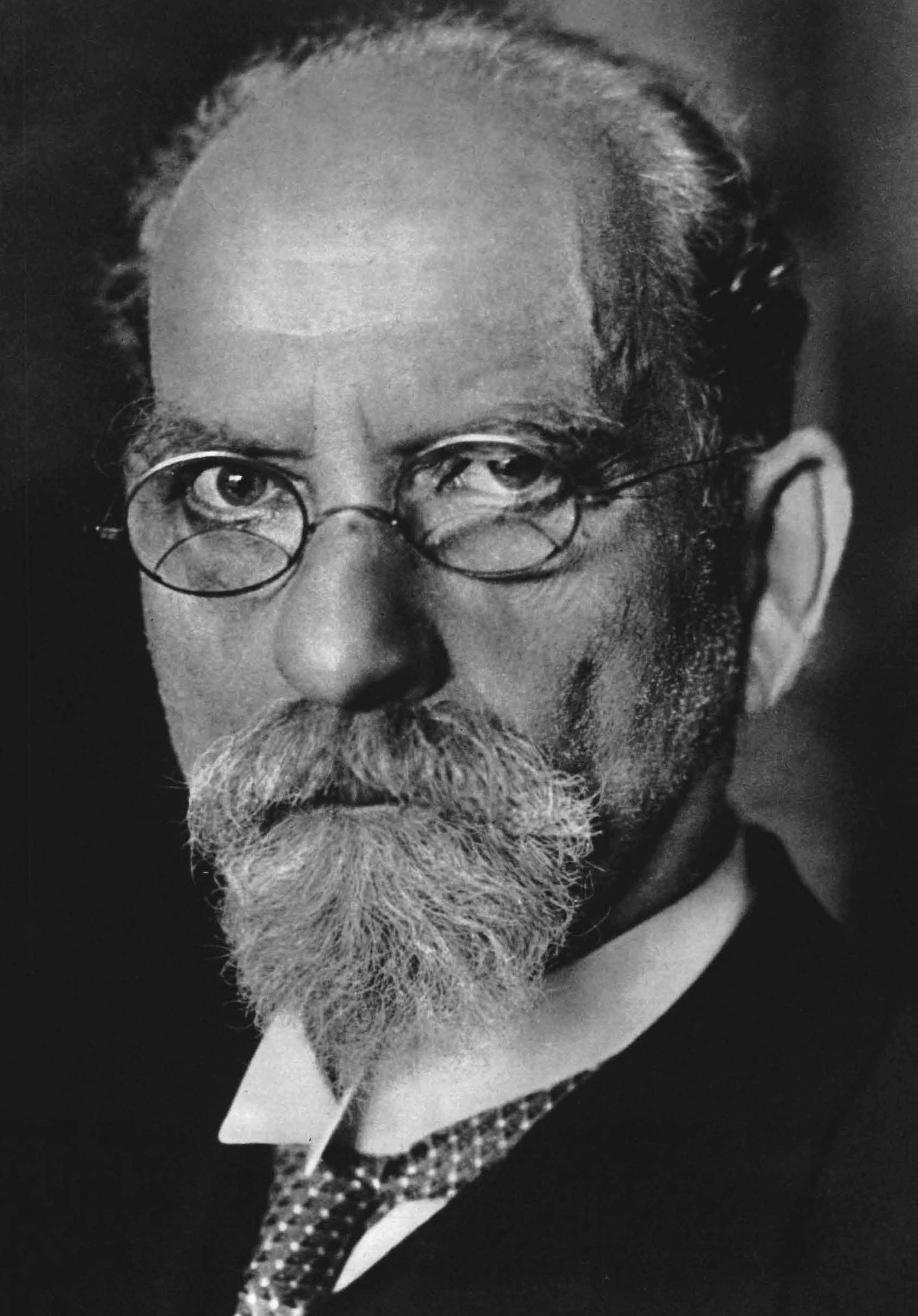
Il filosofo Edmund Husserl

### Filosofia della mente
Wilfrid Sellars, personaggio influente nella cosiddetta "scuola di Pittsburg" (Robert Brandom, John McDowell) è stato uno studente di Marvin Farber, allievo di Husserl e tramite lui fu influenzato dalla fenomenologia.
(W. Sellars, Autobiographical reflections)

### Filosofia del linguaggio
Le analisi del linguaggio presentate nelle Ricerche Logiche influenzarono notevolmente Adolf Reinach, allievo e collega di Husserl a Gottinga, che fu il primo a formulare una teoria degli atti linguistici.
L'analisi formale del linguaggio data da Husserl ispirò anche Stanisław Leśniewski e Kazimierz Ajdukiewicz nello sviluppo della grammatica categoriale.

### Intelligenza artificiale
Hubert L. Dreyfus collega certe proposte di Marvin Minsky, sull'uso di "frames" e "scripts" per formalizzare i possibili orizzonti di esperienza, alle ricerche husserliane su questi temi; ovvero, su come gli oggetti appaiano in un orizzonte di esperienze possibili e anticipate, e come questo influenzi la nostra percezione e interazione con il mondo.
Secondo Dieter Münch, il giovane Husserl già anticipa il paradigma dell'intelligenza artificiale "classica", come poi esposta da Allen Newell e Herbert Simon al celebre congresso sulla IA a Dartmouth nel 1956, e quindi da loro pubblicata in "Computer Science as Empirical Inquiry: Symbols and Search".

### Opere di Husserl
- Über den Begriff der Zahl. Psychologische Analysen, Heynemann'sche Buchdruckerei (F. Beyer), Halle a.d. Saale (1887)
- Philosophie der Arithmetik. Psychologische und logische Untersuchungen, C.E.M. Pfeﬀer (Robert Stricker), Halle-Saale (1891)
- "Der Folgerungscalcül und die Inhaltslogik", in Vierteljahrschrift für wissenschaftliche Philosophie 15 (1891)
- "Psychologische Studien zur elementaren Logik", in Philosophische Monatshefte 30 (1894)
- "Bericht über deutsche Schriften zur Logik aus dem Jahre 1894", in Archiv für systematische Philosophie 3 (1897)
- Logische Untersuchungen. Erster Teil: Prolegomena zur reinen Logik, Max Niemeyer, Halle a. d. S. (1900)
- Logische Untersuchungen. Zweiter Teil: Untersuchungen zur Phänomenologie und Theorie der Erkenntnis (1901)
- "Philosophie als strenge Wissenschaft", in Logos, I (1911)
- "Ideen zu einer reinen Phänomenologie und phänomenologischen Philosophie. Erstes Buch: Allgemeine Einführung in die reine Phänomenologie", in Jahrbuch für Philosophie und phänomenologische Forschung Max Niemeyer, Halle a. d. S. (1913)
- "Erinnerungen an Franz Brentano", in Franz Brentano. Zur Kenntnis seines Lebens und seiner Lehre a cura di Oskar Kraus, Beck, München (1919)
- "Vorlesungen zur Phänomenologie des inneren Zeitbewusstseins", a cura di Martin Heidegger in Jahrbuch für Philosophie und phänomenologische Forschung (1928)
- "Formale und transzendentale Logik. Versuch einer Kritik der logischen Vernunft", in Jahrbuch für Philosophie und phänomenologische Forschung 10 (1929)
- "Nachwort zu meinen Ideen zu einer reinen Phänomenologie und phänomenologischen Philosophie", in Jahrbuch für Philosophie und phänomenologische Forschung 11 (1930)
- Mèditations cartèsiennes (1931)
- Die Krisis der europäischen Wissenschaften und die transzendentale Phänomenologie: Eine Einleitung in die phänomenologische Philosophie (1936)
- "Die Frage nach dem Ursprung der Geometrie als intentional-historisches Problem", in Revue internationale de philosophie 1 (1939)

### Traduzioni in Italiano
- Ricerche logiche, a cura di Giovanni Piana, 2 volumi, Milano: Il Saggiatore, 1968. ISBN 88-04-22055-4
  - volume 1: Prolegomeni a una logica pura: Prima e seconda ricerca
  - volume 2: L'intero e la parte: Terza e quarta ricerca; Quinta ricerca; Sesta ricerca
  - stessa ed. presso Net, 2005. ISBN 88-515-2127-1 e ISBN 88-515-2128-X
- Idee per una fenomenologia pura e per una filosofia fenomenologica, a cura di Enrico Filippini, tr. Giulio Alliney, Torino: Einaudi, 1950. ISBN 978-88-06-15088-4 n. ed. in 2 volumi:
  - volume 1, libro 1: Introduzione generale alla fenomenologia pura, con introduzione di Elio Franzini, Torino: Einaudi, 2002. ISBN 88-06-15088-X
  - volume 2, libro 2: Ricerche fenomenologiche sopra la costituzione
  - volume 2, libro 3: La fenomenologia e i fondamenti delle scienze, Torino: Einaudi, 1982. ISBN 88-06-04472-9 e ISBN 88-06-15273-4
- Logica, psicologia, filosofia: un'introduzione alla fenomenologia, pagine dalle opere di logica tr. e presentate a cura di Aldo Masullo, Napoli: Il Tripode, 1961
- Logica formale e logica trascendentale: saggio di critica della Ragione Logica, tr. Guido Davide Neri, prefazione di Enzo Paci, Bari: Laterza, 1966
- Meditazioni cartesiane
  - nuova traduzione con testo a fronte, accompagnata dalle Conferenze di Parigi, a cura di Diego D'Angelo, Milano: Bompiani 2020
  - nuova ed. e tr. a cura di Andrea Altobrando, Napoli-Salerno: Orthotes, 2017
  - tr. Filippo Costa, Milano: Bompiani, 1970
  - con l'aggiunta dei Discorsi parigini, tr. e nuova ed. it. a cura di Filippo Costa, presentazione di Renato Cristin, Milano: Bompiani, 1988. ISBN 88-452-1349-8 e ISBN 88-452-5192-6
  - a cura di Enrica Natalini, Roma: Armando, 1997. ISBN 88-7144-693-3
  - Sesta meditazione cartesiana: testi dal Lascito di Eugen Fink (1932) con note e appendici dal Lascito di Edmund Husserl (1933-34) procurati da Hans Ebeling, Jann Holl e Guy van Kerckhoven, ed. it. a cura di Alfredo Marini, Milano: Angeli, 2009
- L'idea della fenomenologia: cinque lezioni
  - a cura di Marino Rosso, tr. e introduzione di Andrea Vasa, Milano: Il Saggiatore, 1981
  - a cura di Elio Franzini, Milano: Bruno Mondadori, 1998. ISBN 88-424-5204-1
  - a cura di Carlo Sini, Palermo: Palumbo, 1966
  - tr. Andrea Vasa, Roma-Bari: Laterza, 1998 ISBN 88-421-0269-5 e ISBN 978-88-421-0269-4
- Lezioni sulla sintesi attiva: estratto dalle lezioni sulla logica trascendentale (1920-21), a cura di Luigi Pastore, presentazione di Dieter Lohmar, postfazione di Massimo Barale, Milano: Mimesis Edizioni, 2007. ISBN 978-88-8483-549-9
- Lezioni sulla sintesi passiva, a cura di Paolo Spinicci, tr. Vincenzo Costa, Milano: Guerini, 1993. ISBN 88-7802-378-7
- Fenomenologia: storia di un dissidio (1927), scritti di Edmund Husserl e Martin Heidegger, a cura di Renato Cristin, presentazione di Pier Aldo Rovatti, Milano: UNICOPLI, 1986. ISBN 88-400-0040-2
- Glosse a Heidegger, a cura di Corrado Sinigaglia, Milano: Jaca Book, 1997. ISBN 88-16-40422-1
- Semiotica, a cura di Carmine Di Martino, presentazione di Carlo Sini, Milano: Spirali, 1984.
- La teoria del significato, a cura di Ursula Panzer, prefazione di Fabio Minazzi, introduzione e tr. Anselmo Caputo, Milano: Bompiani, 2008. ISBN 978-88-452-6123-7
- L'idea di Europa: cinque saggi sul rinnovamento, a cura di Corrado Sinigaglia, Milano: Raffaello Cortina, 1999. ISBN 88-7078-563-7
- Crisi e rinascita della cultura europea, a cura di Renato Cristin, Venezia: Marsilio, 1999. ISBN 88-317-7185-X
- La crisi delle scienze europee e la fenomenologia trascendentale: introduzione alla filosofia fenomenologica, a cura di Walter Biemel, traduzione di Enrico Filippini, Milano: Il Saggiatore, 1961. ISBN 88-04-22822-9 poi con prefazione di Enzo Paci, ivi: 1997 ISBN 88-428-0695-1
- L'obiettivismo moderno: riflessioni storico-critiche sul pensiero europeo dall'età di Galileo, a cura di Guido Davide Neri, Milano: Il Saggiatore, 1976
- Fichte e l'ideale di umanità: tre lezioni, a cura di Francesca Rocci, Pisa: ETS, 2006. ISBN 88-467-1200-5
- Libro dello spazio, a cura di Vincenzo Costa, presentazione di Michele Lenoci, Milano: Guerini, 1996. ISBN 88-7802-633-6
- La cosa e lo spazio: lineamenti fondamentali di fenomenologia e critica della ragione, introduzione e cura di Vincenzo Costa, tr. Michele Averchi e Anselmo Caputo, Soveria Mannelli: Rubbettino, 2009. ISBN 978-88-498-2080-5
- Forma e materia dello spazio: dialogo con Paul Natorp, a cura di Niccolò Argentieri, Napoli: Bibliopolis, 2008. ISBN 978-88-7088-545-3
- Per la fenomenologia della coscienza interna del tempo (1893-1917), a cura di Rudolf Boehm, ed. it. a cura di Alfredo Marini, Milano: Franco Angeli, 1981. ISBN 88-204-7604-5
- La coscienza interiore del tempo: lezioni del 1905 con aggiunte successive, a cura di G. Ferraro, Napoli: Filema, 2002. ISBN 88-86358-50-4
- Filosofia prima: Teoria della riduzione fenomenologica, introduzione e cura di Vincenzo Costa, Soveria Mannelli: Rubbettino, 2007. ISBN 978-88-498-1980-9
- Filosofia prima (1923-1924). Seconda parte, Teoria della riduzione fenomenologica, a cura di Paolo Bucci, Pisa: ETS, 2008. ISBN 978-88-467-2058-0
- Kant e l'idea della filosofia trascendentale, introduzione di Gerhart Funke, postfazione di Massimo Barale, tr. Claudio La Rocca, Milano: Il Saggiatore, 1990. ISBN 88-04-33033-3
- I problemi fondamentali della fenomenologia. Lezioni sul concetto naturale di mondo (1910-1911), a cura di Vincenzo Costa, Quodlibet 2008.
- Fenomenologia e teoria della conoscenza, introduzione e tr. di Paolo Volonte, Milano: Bompiani, 2000. ISBN 88-452-9036-0
- Introduzione all'etica: lezioni del semestre estivo 1920-1924, a cura di Francesco Saverio Trincia, tr. Nicola Zippel, Roma-Bari: Laterza, 2009. ISBN 978-88-420-8238-5
- Conferenze di Amsterdam: psicologia fenomenologica, a cura di Paolo Polizzi, Palermo: Vittorietti, 1979; come Introduzione alla psicologia fenomenologica, ivi, 1982; e ivi: Ila Palma, 1988. ISBN 88-7704-038-6.
- La storia della filosofia e la sua finalità a cura di Nicoletta Ghigi, Roma: Città nuova, 2004 (contiene: La teleologia nella storia della filosofia). ISBN 88-311-1108-6
- La fenomenologia trascendentale: antologia, scelta, introduzione e note di Alfredo Marini, Firenze: La Nuova Italia, 1974
- Esperienze e giudizio: ricerche sulla genealogia della logica, pubblicate e redatte da Ludwig Landgrebe, tr. Filippo Costa, nota introduttiva di Enzo Paci, Milano: Silva, 1965 (nuova edizione Milano, Bompiani 2007)
- Linguaggio e conoscenza scientifica, a cura di Giovanni Piana, Padova: RADAR, 1967
- Fenomenologia e psicologia, a cura di Anna Donise, Napoli: Filema, 2007
- Lineamenti di etica formale: lezioni sull'etica e la teoria dei valori del 1914, a cura di Paola Basso e Paolo Spinicci, Firenze: Le lettere, 2002. ISBN 88-7166-662-3
- La filosofia come scienza rigorosa, tr. e introduzione di Filippo Costa, Torino: G.B. Paravia, 1958, poi tr. Corrado Sinigaglia, prefazione di Giuseppe Semerari, Roma-Bari: Laterza, 2001 ISBN 88-420-4483-0
- Storia critica delle idee, a cura di Giovanni Piana, Milano: Guerini, 1989. ISBN 88-7802-078-8
- Logica, psicologia e fenomenologia: Gli oggetti intenzionali e altri scritti, a cura di Stefano Besoli e Vittorio De Palma, Genova: Il melangolo, 1999. ISBN 88-7018-391-2
- Filosofia dell'aritmetica, tr. e cura di Giovanni Leghissa, Milano: Bompiani, 2001 ISBN 88-452-4975-1
- Metodo fenomenologico statico e genetico, a cura di Mario Vergani, prefazione di Carlo Sini, Milano: Il Saggiatore, 2003. ISBN 88-428-0895-4

### Letteratura secondaria
- Gaston Berger, Le cogito de Husserl, Aubier, Paris, 1941.
- Gaston Berger, "Les thèmes principaux de la phénomélogie de Husserl", Revue de métaphysique et de la morale, 1944.
- Irene Angela Bianchi, Etica husserliana. Studio sui manoscritti inediti degli anni 1920-1934, FrancoAngeli, Milano, 1999.
- Rudolf Bernet, Iso Kern, Eduard Marbach, Edmund Husserl: Darstellung seines Denkens, Meiner, Hamburg, 1989.
- Vincenzo Costa, L'estetica trascendentale fenomenologica, Vita e pensiero, Milano, 1999. ISBN 978-88-343-0093-0
- Vincenzo Costa, Elio Franzini & Paolo Spinicci, La Fenomenologia, Einaudi, Torino, 2002. ISBN 88-06-16123-7
- Francesco Dentoni, Alle radici della fenomenologia, Edizioni Abete, Roma, 1978.
- Maurizio di Bartolo, Einsicht. La costruzione del noetico in Husserl, Il Poligrafo, Padova, 2006.
- Hubert Dreyfus (a cura di), Husserl, Intentionality and Cognitive Science, MIT press, Cambridge (Mass.), 1982.
- Hans-Martin Gerlach, Hans Rainer Sepp (a cura di), Husserl in Halle, Daedalus (Europäisches Denken in Deutscher Philosophie) 5. Peter Lang GmbH, Frankfurt a. M., 1994.
- Nicoletta Ghigi, La metafisica in Edmund Husserl, FrancoAngeli, Milano, 2007.
- Nicoletta Ghigi, L'alterità tra analogia e trascendenza. Una introduzione alla fenomenologia dell'intersoggettività in Edmund Husserl e Edith Stein, Carabba, Lanciano, 2017.
- Malvine Husserl, Skizze eines Lebensbildes von Edmund Husserl, ed. Karl Schuhmann, in Husserl Studies, 5: 105–125, 1988.
- Samuel Ijsseling (a cura di), Husserl-Ausgabe und Husserl-Forschung, Phaenomenologica 115, Kluwer, Dordrecht (NL), 1990. ISBN 0-7923-0372-5
- Roman Ingarden, "On the Motives which Led Husserl to Transcendental Idealism", Phaenomenologica 64, Nijhoff, Den Haag, 1975. ISBN 90-247-1751-5
- Sebastian Luft, "Die Archivierung des Husserlschen Nachlasses 1933–1935", in Husserl Studies, 20: 1–23, 2004.
- Angèle Kremer-Marietti, Cours sur la première Recherche logique de Husserl, L'Harmattan, Paris, 2003.
- Paolo Landi, L'esperienza e l'insieme totale. L'orizzonte di Husserl e il principio del realismo critico, Clinamen, Firenze, 2009.
- Robin D. Rollinger, Husserl's Position in the School of Brentano, Phaenomenologica 150, Kluwer, Dordrecht, 1999. ISBN 0-7923-5684-5
- Karl Schuhmann, Die Fundamentalbetrachtung der Phänomenologie. Zum Weltproblem in der Philosophie Edmund Husserls, Phaenomenologica 42, Nijhoff, Den Haag, 1971. ISBN 90-247-5121-7
- Karl Schuhmann, Die Dialektik der Phänomenologie I (Husserl über Pfänder), Phaenomenologica 56, Nijhoff, Den Haag, 1973. ISBN 90-247-1316-1
- Karl Schuhmann, Die Dialektik der Phänomenologie II (Reine Phänomenologie und phänomenologische Philosophie), Phaenomenologica 57, Nijhoff, Den Haag, 1973. ISBN 90-247-1307-2
- Karl Schuhmann, Husserl-Chronik (Denk- und Lebensweg Edmund Husserls), Husserliana Dokumente I, Nijhoff, Den Haag, 1977. ISBN 90-247-1972-0
- Karl Schuhmann, "Husserls Idee der Philosophie", in Husserl Studies, 5: 235–256, 1988.
- Barry Smith, David Woodruff Smith (a cura di), The Cambridge Companion to Husserl, Cambridge University Press, Cambridge, 1995. ISBN 0-521-43616-8
- Herbert Spiegelberg, The Context of the Phenomenological Movement, Phaenomenologica 80, Nijhoff, Den Haag/Boston/London, 1981. ISBN 90-247-2392-2
- Herbert Spiegelberg, The Phenomenological Movement, Phaenomenologica 5/6, Nijhoff, The Hague/Boston/London, 3 ed., 1982. ISBN 90-247-2577-1
- Hans Rainer Sepp, (a cura di), Edmund Husserl und die Phänomenologische Bewegung (Zeugnisse in Text und Bild), Alber, Freiburg/Mnchen, 1988.
- Robert Sokolowski, Introduction to Phenomenology, Cambridge University Press, Cambridge, 2000.
- Paolo Spinicci, I pensieri dell'esperienza: interpretazione di Esperienza e giudizio di Edmund Husserl, La Nuova Italia, Firenze, 1985.
- Xavier Tilliette, Breve introduzione alla fenomenologia husserliana, Editrice Itinerari, Lanciano (CH), 1983.
- Dallas Willard, Logic and the Objectivity of Knowledge, Ohio University Press, Athens (Ohio), 1984.
- Dan Zahavi, Frederik Stjernfelt, (a cura di), One Hundred Years of Phenomenology (Husserl's Logical Investigations Revisited), Phaenomenologica 164, Kluwer, Dordrecht, 2002. ISBN 1-4020-0700-0